# Paz de Alès
A Paz de Alès, também conhecida como Edito de Alès ou Edito da Graça, foi um tratado negociado pelo cardeal Richelieu com líderes huguenotes e assinado pelo rei Luís XIII da França em 28 de junho de 1629. Confirmou os princípios básicos do Edito de Nantes, mas diferiu por conter cláusulas adicionais que afirmavam que os huguenotes não tinham mais direitos políticos e exigiam que abandonassem todas as cidades e fortalezas imediatamente.
Acabou com as guerras religiosas e concedeu anistia aos huguenotes e garantiu-lhes a tolerância. Não durou permanentemente e Luís XIV retomou a perseguição aos protestantes, culminando na revogação do Edito de Nantes em 1685.